# صنع الله إبراهيم
صنع الله إبراهيم (1355- 1447 هـ / 1937- 2025 م) هو كاتب وروائي ومترجم مصري يساري، ومن الكتَّاب المثيرين للجدل ولا سيَّما بعد رفضه تسلُّم جائزة ملتقى القاهرة للإبداع الروائي العربي عام 2003 التي يمنحها المجلس الأعلى للثقافة، لاعتراضه على سياسات الحكومة المصرية. سُجن بين عامي 1959 و1964 في الحملة التي شنَّها الرئيس جمال عبد الناصر على اليسار المصري.

## كتاباته
وُلد صنع الله إبراهيم في القاهرة، يوم الأربعاء 13 ذي الحِجَّة 1355هـ الموافق 24 فبراير (شُباط) 1937م. 
تتميَّز أعماله الأدبية بصلتها الوثيقة التشابك مع سيرته من جهة، ومع تاريخ مصر السياسي من جهة أُخرى. ومن أشهر رواياته رواية "اللجنة" التي نُشرت عام 1981، وهي هجاء ساخر لسياسة الانفتاح التي انتُهِجت في عهد السادات. وصوَّر صنع الله إبراهيم الحرب الأهلية اللبنانية في روايته "بيروت بيروت" الصادرة عام 1984. واختِيرت روايته "شرف" ثالثَ أفضل رواية عربية بحسب تصنيف اتحاد الكتَّاب العرب، إضافة إلى سيرته الذاتية "يوميات الواحات".
من أهم رواياته "وردة" وهي تحكي عن الثورات العربية الاشتراكية، ومحاولة جعل سلطنة عُمان دولة جمهورية في حِقْبة الستينيات بوساطة مجموعة من الثوَّار المصريين واليمنيين واللبنانيين، ولاقت الرواية قَبولًا في الأوساط الثقافية المصرية واللبنانية والخليجية.
يعد صنع الله إبراهيم أحدَ أكبر الروائيين المصريين، ويميل أسلوبه إلى ماركيز إلا أن صنع الله أقدم من ماركيز في الكتابة، وتتطلَّب قراءة رواياته تركيزًا تامًّا لئلا يهربَ من القارئ أحد خيوط الرواية.

## أعماله

### رواياته
- إنسان السد العالي (1967).
- نجمة أغسطس (1973).
- اللجنة (1981).
- بيروت بيروت (1984).
- يوميات الواحات «سيرة ذاتية».
- ذات (1992)، (حوِّلت إلى مسلسل تلفازي عُرض في رمضان 2013 بعنوان: بنت اسمها ذات).
- شرف (1997).
- وردة (2000).
- أمريكانلي (2003).
- العِمامة والقبعة (2008).
- القانون الفرنسي (2008).
- التلصص (2009).
- الجليد (2009).
- برلين 69 (2014).
- رواية 1970 (2020).

### قصصه القصيرة
- تلك الرائحة (1966).
- الثعبان.
- أرسين لوبين.
- أبيض وأزرق.

قصص للأطفال
- رحلة السندباد الثامنة، دار الفتى العربي.
- يوم عادت الملكية القديمة، دار الفتى العربي، 1982.
- عندما جلست العنكبوت تنتظر، دار الفتى العربي، 1983.
- الدلفين يأتي عند الغروب، دار الفتى العربي.
- اليرقات في دائرة مستمرَّة، 1983.
- الحياة والموت في بحر ملوَّن، 1983.

### ترجماته
- العدو، تأليف: جيمس دروت، 1975.
- التجرِبة الأنثوية: مختارات من الأدب النسائي العالمي، لمجموعة من الكتَّاب، 1994.[9]
- الحمار (رواية)، تأليف: جونتر دي بروين.[10]

## جوائزه
- نال جائزة ابن رشد للفكر الحر، عام 2004.
- نال جائزة ملتقى القاهرة للإبداع الروائي العربي التي يمنحها المجلس الأعلى للثقافة، عام 2003. لكنه رفض تسلُّم الجائزة.

### رفض الجائزة
بيَّن سبب رفضه الجائزة قائلًا في الجلسة الختامية للملتقى: "أعلن اعتذاري عن عدم قبول (الجائزة) لأنها صادرة عن حكومة تقمع شعبنا وتحمي الفساد، وتسمح للسفير الإسرائيلي بالبقاء في مصر، في حين إسرائيل تقتل وتغتصب.. لم يعُد لدينا مسرح أو سينما أو بحث علمي أو تعليم، لدينا فقط مهرجانات ومؤتمرات وصندوق أكاذيب. لم تعُد لدينا صناعة أو زراعة أو صحة أو عدل، تفشَّى الفساد والنهب، ومن يعترض يتعرَّض للامتهان وللضرب والتعذيب. وفي ظلِّ هذا الواقع لا يستطيع الكاتب أن يغمض عينيه أو يصمت، لا يستطيع أن يتخلَّى عن مسؤوليته.. في هذه اللحظة التي نجتمع فيها هنا تجتاح القوَّات الإسرائيلية ما تبقَّى من الأراضي الفلسطينية وتقتل النساء الحوامل والأطفال وتشرِّد الآلاف، وتنفذ بدقة منهجية واضحة إبادة الشعب الفلسطيني وتهجيره من أرضه، لكنَّ العواصم العربية تستقبل زعماء إسرائيل بالأحضان. وعلى بُعد خطوات من هنا يقيم السفير الإسرائيلي في طُمَأنينة، وعلى بعد خطوات أُخرى يحتلُّ السفير الأميركي حيًّا بأكمله بينما ينتشر جنوده في كلِّ ركن من أركان الوطن الذي كان عربيًّا".

## وفاته
توفي صنع الله إبراهيم في القاهرة بعد صراع مع المرض، يوم الأربعاء 19 صفر 1447هـ الموافق 13 أغسطس (آب) 2025م، عن ثمانيةٍ وثمانين عامًا.

## وصلات خارجية
- صنع الله إبراهيم على موقع أرشيف الشارخ
- صنع الله إبراهيم على موقع IMDb (الإنجليزية)
- صنع الله إبراهيم على موقع الموسوعة البريطانية (الإنجليزية)
- صنع الله إبراهيم على موقع الدهليز
- صنع الله إبراهيم على موقع قاعدة بيانات الأفلام العربية